# Advanced Audio Coding
Advanced Audio Coding (AAC, англ. Advanced Audio Coding) — собственнический (патентованный) формат сжатия аудио, который используется для хранения и передачи музыки и звука. AAC является преемником формата MP3 и предлагает более высокое качество звука при более низком битрейте. Этот формат был разработан как часть стандарта MPEG-2 и затем был улучшен в формате MPEG-4. Сегодня AAC широко используется в различных приложениях, включая мобильные устройства, телевизоры, видеоигры и многие другие.
Также AAC — это многоканальный алгоритм кодирования аудио, поддерживающий потоковую передачу.
Формат AAC, официально известный как ISO/IEC 13818-7, вышел в свет в 1997 году как новая, седьмая часть семейства MPEG-2. Существует также формат AAC, известный как MPEG-4 Часть 3.
Не следует путать данный формат с аудиокодеком Apple Lossless (ALAC). Для обоих форматов используется одинаковый контейнер, но в случае Apple Lossless информация не теряется.

## Как работает AAC
1. Удаляются невоспринимаемые человеком составляющие сигнала.
2. Удаляется избыточность в кодированном аудиосигнале.
3. Затем сигнал обрабатывается по методу МДКП согласно его сложности.
4. Добавляются коды коррекции внутренних ошибок.
5. Сигнал сохраняется или передаётся.

Контейнер MPEG-4 не требует единственного или малого набора высокоэффективных схем компрессии.
- Семейство алгоритмов аудиокодирования MPEG-4 охватывает диапазон от кодирования низкокачественной речи (до 2 кбит/с) до высококачественного аудио (64 кбит/с на канал и выше).
- AAC имеет частоту дискретизации от 8 до 96 кГц и количество каналов от 1 до 48.
- В отличие от гибридного набора фильтров MP3, AAC использует модифицированное дискретное косинусное преобразование (MDCT) вместе с увеличенным размером окна в 2048 пунктов. AAC более подходит для кодирования аудио с потоком сложных импульсов и прямоугольных сигналов, чем MP3.

AAC может динамически переключаться между длинами блоков МДКП от 2048 пунктов до 256.
- Если происходит единственная или кратковременная смена, используется малое окно в 256 пунктов для лучшего разрешения.
- По умолчанию используется большое 2048-пунктовое окно для улучшения эффективности кодирования.

## Преимущества AAC перед MP3
- Больше частот дискретизации (от 8 до 96 кГц) по сравнению с MP3 (от 16 до 48 кГц);
- До 48 каналов (MP3 поддерживает до двух каналов в режиме MPEG-1 и до 5.1 каналов в режиме MPEG-2);
- Произвольные битрейты и переменная длина кадра (англ. frame length). Стандартизированный постоянный битрейт с битовым резервуаром;
- Большая эффективность и более простой банк фильтров. AAC использует чистое МДКП (модифицированное дискретное косинусное преобразование), в отличие от гибридного кодирования MP3 (которое было частично на основе МДКП и частично на основе FFT);
- Большая эффективность кодирования для стационарных сигналов (AAC использует блочный размер 1024 или 960 выборок, что позволяет использовать более эффективное кодирование, чем блоки из 576 выборок в MP3);
- Более высокая точность кодирования для переходных сигналов (AAC использует блочный размер 128 или 120 выборок, что позволяет получить более точное кодирование, чем блоки из 192 выборок в MP3);
- Возможность использования оконной функции, производной от окна Кайзера-Бесселя, для устранения утечки спектра за счет расширения главного лепестка;
- Намного лучшая обработка звуковых частот выше 16 кГц;
- Более гибкий совместный стереозвук (англ. joint stereo). Разные методы могут использоваться в разных диапазонах частот;
- Дополнительные модули (инструменты) добавлены для увеличения эффективности сжатия: шумоформирование (TNS), обратное предсказание, замена воспринимаемого шума (PNS) и т. д. Эти модули могут быть объединены для создания различных профилей кодирования.

## Подразделяется на профили
- Main Profile — «основной профиль»;
- Low Complexity (LC-AAC) — «низкая сложность»;
- High-Efficiency Advanced Audio Coding (HE-AAC) — «высокая эффективность»;
- Extended High Efficiency Advanced Audio Coding (xHE-AAC) — «расширенная высокая эффективность»[6];
- Scalable Sample Rate (SSR) — «масштабируемая частота дискретизации»;
- Long Term Prediction (LTP) — «долгосрочное предсказание». Более сложный и ресурсоёмкий (но и более качественный), чем все остальные.

### High Efficiency Advanced Audio Coding (ААС+)
ААС+ — профиль, ориентированный на низкий битрейт. Представляет собой комбинацию AAC LC, но с частотой дискретизации вдвое меньшей, чем у оригинала, что существенно уменьшает накладные расходы на битрейт, затем используется технология восстановления спектра (англ. Spectral Band Replication) путём его предсказания и использования некоторой дополнительной информации для восстановления. Естественно, такой подход не обладает большой точностью и пригоден только в случаях, когда очень необходимо уменьшить битрейт.
- .aac — AAC-MPEG2;
- .mp4 — один из профилей в контейнере MP4 (спецификация MPEG-4 часть 14 предусматривает упаковку в контейнер не только нескольких аудиопотоков, но и нескольких видеопотоков, а также нескольких потоков субтитров).

Несмотря на то, что в спецификации MPEG-4 Part 14 (формат файла MP4) определено только одно расширение для контейнера — .mp4, компания Apple применяет контейнер для упаковки AAC-потоков, но использует расширения, не предусмотренные стандартом MPEG-4 Part 14:
- .m4a — стандартное расширение;
- .m4b — файл AAC, поддерживающий закладки; используется для аудиокниг и подкастов;
- .m4p — защищённый файл AAC; используется для защиты файла от копирования при легальной загрузке защищённой авторскими правами музыки в онлайн-магазинах, например в iTunes Store;
- .m4r — файл рингтона, используемый в Apple iPhone и Windows 10 Mobile

## ГОСТ Р 54713-2011
С 01.12.2012 AAC введён в качестве государственного стандарта кодирования сигналов звукового вещания с сокращением избыточности для передачи по цифровым каналам связи в Российской Федерации.